# David Oates
David John Oates, född 1956, är australiensare och har utformat hypotesen om bakvänt tal (Reverse Speech), som han också föreläser om. Han har föreläst om hypotesen för bland annat grenar inom rättsväsendet i USA, i vilket land han även bott. Han har beskyllts för att ha manipulerat baklängesmeddelanden, något han själv förnekat. Oates påbörjade sina studier av bakvänt tal år 1984.